# September Morn
September Morn è il tredicesimo album discografico in studio del cantautore statunitense Neil Diamond, pubblicato nel 1979.

## Tracce
Lato 1
Testi e musiche di Neil Diamond, eccetto dove indicato.
1. September Morn – 3:51 (Gilbert Bécaud, Neil Diamond)
2. Mama Don't Know – 3:55 (Bécaud, Diamond)
3. That Kind – 3:18 (Carole Bayer Sager, Diamond)
4. Jazz Time – 3:30 (Diamond, Tom Hensley)
5. The Good Lord Loves You – 4:42 (Richard Fagan)

Lato 2
Testi e musiche di Neil Diamond, eccetto dove indicato.
1. Dancing in the Street – 4:09 (Ivy Jo Hunter, Marvin Gaye, William "Mickey" Stevenson)
2. The Shelter of Your Arms – 4:05 (Jerry Samuels)
3. I'm a Believer – 2:23 (Diamond)
4. The Sun Ain't Gonna Shine Anymore – 3:39 (Bob Crewe, Bob Gaudio)
5. Stagger Lee – 4:10 (Harold Logan, Lloyd Price)

## Classifiche
- Billboard 200 - #10[1]